# Старе Субханкулово
Старе Субханку́лово (рос. Старое Субханкулово, башк. Иҫке Собханғол) — село у складі Туймазинського району Башкортостану, Росія. Входить до складу Субханкуловської сільської ради.
Населення — 784 особи (2010; 386 у 2002).
Національний склад:
- татари — 54 %
- башкири — 42 %

Стара назва — Субханкулово.